# Luxemburgi labdarúgó-szövetség
A Luxemburgi labdarúgó-szövetség (franciául: Fédération Luxembourgeoise de Football, rövidítve FLF) Luxemburg nemzeti labdarúgó-szövetsége. 1908-ban alapították, már 1910-től a FIFA, majd 1954-től az UEFA tagja. A szövetség szervezi a luxemburgi labdarúgó-bajnokságot, a luxemburgi kupát, és működteti a luxemburgi labdarúgó-válogatottat. A szövetség székhelye Mondercange-ban, Luxembourg déli részén található.

## A szövetség elnökei
- Max Metz (1903 – 1913)
- Jules Fournelle (1913 – 1915)
- René Leclère (1915 – 1917)
- J. Geschwind (1917 – 1918)
- Guillaume Lemmer (1918 – 1920)
- Gustave Jacquemart (1921 – 1950)
- Émile Hamilius (1950 – 1961)
- Albert Kongs (1961 – 1968)
- René Van Den Bulcke (1969 – 1981)
- Remy Wagner (1981 – 1986)
- Norbert Konter (1986 – 1998)
- Henri Roemer (1998 – 2004)
- Paul Philipp (2004–től)

## Külső hivatkozások
- Hivatalos honlap
- Luxemburg Archiválva 2015. szeptember 24-i dátummal a Wayback Machine-ben a FIFA honlapján
- Luxemburg az UEFA honlapján